# Argentina en los Juegos Olímpicos de Londres 1948
La participación de Argentina en los Juegos Olímpicos de Londres 1948 fue la quinta actuación olímpica oficial organizada por el Comité Olímpico Argentino. La delegación presentó 242 deportistas, la más numerosa de la historia olímpica argentina, de los cuales 11 fueron mujeres. El abanderado fue el nadador Alfredo Yantorno.
El equipo olímpico obtuvo 7 medallas (tres de oro, tres de plata y una de bronce) y 15 diplomas olímpicos (puestos premiados). En el medallero general ocupó la posición N.º 13 sobre 59 países participantes. Por cantidad de medallas y diplomas obtenidos, se trata de la participación más exitosa como país de toda la historia olímpica.
El boxeo, como fue habitual en los Juegos hasta México 1968, se destacó aportando tres de las siete medallas (2 de oro y 1 de bronce) y dos diplomas, y logrando la 2.ª posición en el medallero de la disciplina. La otra medalla de oro fue ganada por el atletismo, con un triunfo en la maratón (Delfo Cabrera). Otras medallas de plata y bronce fueron ganadas en tiro, vela, atletismo y también boxeo.

## Boxeo: dos de oro y una de bronce

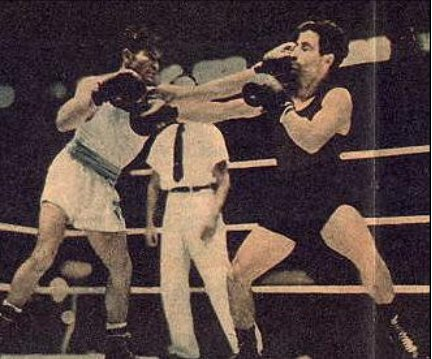
Pascual Pérez (pantalón blanco) vence a Spartaco Bandinelli, en la final por la medalla de oro, en los Juegos Olímpicos de Londres 1948.

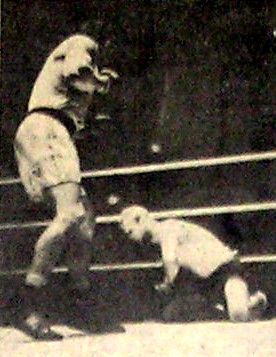
Rafael Iglesias noquea al sueco Gunnar Nilsson en la final de la competencia de pesos pesados.

El equipo argentino de boxeo aportó tres de las siete medallas obtenidas por la delegación, dos de ellas de oro y una de bronce, y un diploma olímpico. En las tablas generales del deporte, la Argentina salió 2.ª en el medallero y 3.ª en la tabla de puntaje. Sería la última vez que el boxeo olímpico lograría medallas de oro.
 Pascual Pérez, con 22 años, ganó la medalla de oro en la categoría peso mosca (hasta 51 kilos). Pérez, quien pocos años después ganaría el primer título profesional de boxeo para la Argentina y se volvería uno de los grandes boxeadores de todos los tiempos, no había aún combatido nunca fuera de Sudamérica y aunque sus antecedentes eran respetados, el favorito para ganar la medalla de oro en el peso mosca era el español Luis Martínez Zapata, campeón europeo.
Pérez enfrentó en combate inicial (1/16 de final) al filipino Ricardo Adolfo, venciéndolo por RSC (detención del combate por el referí) en el segundo asalto. En octavos de final enfrentó al sudafricano Desmond Williams, a quien también venció por RSC, en el tercer asalto. En cuartos de final venció por puntos al belga Alex Bollaert y en semifinales al checo František Majdloch.
En la final, Pérez debió enfrentar al italiano Spartaco Bandinelli (28 años), quien había dado la sorpresa al vencer en cuartos de final al favorito Martínez Zapata. Ya en el primer asalto, Pascual Pérez impuso su estilo agresivo, conteniendo la ofensiva inicial del italiano, para hacerlo retroceder con una sucesión de golpes, entre ellos una fuerte derecha recta que lo sentó sobre la segunda cuerda en el instante en que finalizaba la vuelta. El segundo asalto fue muy intenso, mostrando a Bandinelli en franco plan de recuperar puntos y a Pérez respondiendo golpe por golpe, utilizando su mayor movilidad para sumar puntos con su golpe de derecha, aprovechando la tendencia del italiano a usar el guante abierto. En el tercer asalto Pérez se mostró ofensivo desde el inicio «con una sucesión de directos de izquierda y derecha que llegaron a la cara de Bandinelli»; luego, el argentino detuvo el contraataque del italiano con un uppercup para terminar los contendientes en el centro del ring intercambiando golpes.
Félix Frascara, enviado de la revista El Gráfico concluyó del siguiente modo su cobertura de la participación de Pascual Pérez en Londres 1948:

Pascual Pérez ha ido escalando peldaño a peldaño este camino hacia la fama: mendocino, fue primero campeón de su ciudad, de su provincia luego; más tarde y en breve lapso campeón argentino, rioplatense y latinoamericano, todo en peso mosca. Su rotunda eficacia finca principalmente en el notable sentido de tiempo y distancia, sincronizados a la perfección. Luego, es agresivo, de pegada sumamente fuerte en proporción a su peso; y desarrolla todos sus recursos en plena velocidad, sin perder la línea. Podríamos afirmar que ha sido el mejor boxeador del equipo argentino y uno de los mejores estilistas del torneo.

Como hecho curioso, Pascual Pérez fue descalificado por los organizadores, al momento de registrarse, aduciendo que excedía el tope del peso mosca, debido a que fue confundido con su compañero de equipo, Arnoldo Parés, perteneciente a la categoría peso gallo (hasta 54 kg). Luego de aclarada la confusión, la descalificación fue dejada sin efecto.
 Rafael Iglesias, con 24 años, ganó la medalla de oro en la categoría peso pesado. El favorito era el campeón europeo Gearóid Ó Colmáin de Irlanda, pero resultó vencido sorprendentemente en la ronda inicial por el italiano Uber Baccilieri. Iglesias, por su parte, venció en su primer combate el español José Antonio Rubio Fernández, por puntos, y debió enfrentar a Baccilieri en cuartos de final, derrotándolo también por puntos. En semifinales Iglesias venció el sudafricano John Arthur, para encontrarse en la final con el sueco Gunnar Nilsson.
La pelea por la medalla de oro se inició con el argentino en franca ofensiva abrumando al sueco con golpes de izquierda y derecha al cuerpo y a la cara. Nilsson buscó entonces mantener a Iglesias a distancia, con escaso éxito y terminó el asalto muy comprometido. En la segunda vuelta, el argentino salió decidido a derribar a su contrincante, y lo llevó enseguida a un rincón donde lo castigó duramente, alternando izquierdas al cuerpo y derechas a la mandíbula. Antes de cumplirse un minuto, Iglesias aplicó una derecha al pecho seguida de una izquierda al oído que enviaron a Nilsson a la lona, logrando ponerse de pie mientras escuchaba la cuenta de protección. Reiniciado el combate,  Iglesias conectó una derecha corta en la mandíbula, que derribó a Nilsson por toda la cuenta.
La medalla de oro de Rafael Iglesias fue la tercera presea dorada olímpica obtenida por la Argentina en la categoría peso pesado, lo que la puso en ese momento como el país con mayor cantidad de títulos olímpicos en la categoría máxima, seguido de Gran Bretaña con dos.
 Mauro Cía, con 29 años, ganó la medalla de bronce en la categoría peso medio pesado. El argentino debió enfrentar en la primera ronda al holandés Hennie Quentemeijer, campeón europeo y favorito para ganar la medalla de oro, venciéndolo por puntos ante la sorpresa general. En octavos de final venció al uruguayo Felipe Suárez por descalificación en el tercer asalto y en cuartos de final, por puntos, al polaco Franciszek Szymura. En semifinales el argentino perdió por puntos con el sudafricano George Hunter, quien a la postre resultaría medalla de oro. Debió enfrentar por la medalla de bronce al australiano Adrian Holmes, venciéndolo por nocaut en el tercer asalto.
 Francisco Núñez (23 años), obtuvo diploma olímpico, al salir cuarto en la categoría peso pluma (hasta 58 kilos). Nuñez venció en primera ronda al hindú Benoy Bose Kumar, y luego sucesivamente al chileno Manuel Videla Castillo y al austríaco Eduard Kerschbaumer. En semifinales perdió con el sudafricano Dennis Shepherd y volvió a perder en el combate por la medalla de bronce, con el polaco Aleksy Antkiewicz.
 Eladio Herrera (18 años), también obtuvo diploma olímpico al finalizar quinto en la categoría medio liviano (hasta 67 kilos). Venció en octavos de final al chileno Humberto Loayze y fue derrotado en cuartos de final por el estadounidense Horace Herring, luego ganador de la medalla de plata. Herrera volvió a presentarse en los Juegos Olímpicos de Helsinki 1952, ganando la medalla de bronce.
| Boxeo: Medallero                      | Boxeo: Medallero | Boxeo: Medallero | Boxeo: Medallero | Boxeo: Medallero |
|                                       | País             |                  |                  |                  |
| ------------------------------------- | ---------------- | ---------------- | ---------------- | ---------------- |
| 1                                     | Sudáfrica        | 2                | 1                | 1                |
| 2                                     | Argentina        | 2                | 0                | 2                |
| 3                                     | Hungría          | 2                | 0                | 0                |
| 4                                     | Italia           | 1                | 2                | 2                |
| 5                                     | República Checa  | 1                | 0                | 0                |
| Fuente: Resultados olímpicos. Wyniki. |                  |                  |                  |                  |

| Boxeo: posiciones por puntaje         | Boxeo: posiciones por puntaje | Boxeo: posiciones por puntaje |
|                                       | País                          | Pts.                          |
| ------------------------------------- | ----------------------------- | ----------------------------- |
| 1                                     | Italia                        | 26,5                          |
| 2                                     | Sudáfrica                     | 26                            |
| 3                                     | Argentina                     | 21,75                         |
| 4                                     | Hungría                       | 14                            |
| 5                                     | Reino Unido                   | 10,75                         |
| 6                                     | Estados Unidos                | 10,25                         |
| Fuente: Resultados olímpicos. Wyniki. |                               |                               |

## Atletismo: oro y plata

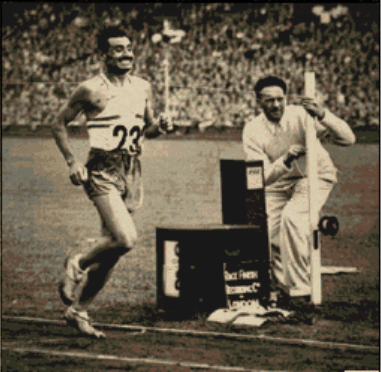
Delfo Cabrera sonríe cuando está a punto de ganar la maratón.

En Londres 1948 el atletismo argentino alcanzó el mejor desempeño de su historia, con una medalla de oro, otra de plata y tres diplomas olímpicos.
 Delfo Cabrera, un bombero de la Policía Federal de 29 años, ganó la medalla de oro en la maratón, la última prueba olímpica. Dentro de los diez primeros llegaron también otros dos argentinos, Eusebio Guiñez, quinto con diploma olímpico, y Alberto Sensini, noveno. Cabrera, había sido inspirado de niño por el logro del maratonista Juan Carlos Zabala al ganar la medalla de oro en los Juegos Olímpicos de Los Ángeles 1932. La carrera se corrió el 7 de agosto, exactamente 16 años después del triunfo de Zabala. El circuito elegido salía del Estadio de Wembley y, luego de recorrer los suburbios de Londres volvía a ingresar al estadio para finalizar la competencia y los juegos. Luego de un breve liderazgo de Guiñez, el belga Étienne Gailly tomó la punta y la mantuvo durante prácticamente toda la carrera. A los 10 kilómetros Gailly llevaba una ventaja de dos minutos sobre Cabrera, quien se había mantenido cerca del pelotón de punta. A los 25 kilómetros, Gailly se mantiene primero seguido por Guiñez, el sueco Gustav Ostling y Cabrera, que había acortado la ventaja a 41 segundos.
En el kilómetro 32, el coreano Choi Yoon-chil tomó la punta, pero debió abandonar apenas tres kilómetros más adelante. Guiñez había sentido una molestia en un gemelo y le dice a Cabrera "Negro gana vos; yo ya no puedo hacerlo". Cabrera queda brevemente en la punta, pero Gailly acelera y vuelve a colocarse al frente. Los últimos tres kilómetros tenían la particularidad de que los corredores debían enfrentar tres subidas, algo para lo cual Cabrera, y su entrenador Francisco Mura, se había preparado especialmente. Gailly alcanzó a sacarle una ventaja de 50 metros a Cabrera y llegó primero al estadio, pero tan agotado que ya no podía correr. Ya en la pista Cabrera y el inglés Tom Richards superaron a Gailly, ganando el argentino por 17 segundos, con un tiempo de 2-34:51.6. En quinto lugar llegó Guiñez (2-36:36.0) y en noveno lugar Alberto Sensini (2-39:30.0). Cabrera volvería a correr la maratón en los Juegos Olímpicos de Helsinki 1952, en la que saldría 6.º, aún bajando su tiempo en 8 minutos.
| Maratón: posiciones finales                     | Maratón: posiciones finales | Maratón: posiciones finales | Maratón: posiciones finales | Maratón: posiciones finales |
|                                                 | Deportista                  | País                        | Tiempo                      |                             |
| ----------------------------------------------- | --------------------------- | --------------------------- | --------------------------- | --------------------------- |
| 1                                               | Delfo Cabrera               | Argentina                   | 2-34:51.6                   |                             |
| 2                                               | Tom Richards                | Reino Unido                 | 2-35:07.6                   |                             |
| 3                                               | Étienne Gailly              | Bélgica                     | 2-35:33.6                   |                             |
| 4                                               | Johannes Coleman            | Sudáfrica                   | 2-36:06.0                   |                             |
| 5                                               | Eusebio Guiñez              | Argentina                   | 2-36:36.0                   |                             |
| 6                                               | Syd Luyt                    | Sudáfrica                   | 2-38:11.0                   |                             |
| 7                                               | Gustav Östling              | Suecia                      | 2-38:40.6                   |                             |
| 8                                               | John Systad                 | Noruega                     | 2-38:41.0                   |                             |
| 9                                               | Alberto Sensini             | Argentina                   | 2-39:30.0                   |                             |
| 10                                              | Henning Larsen              | Dinamarca                   | 2-41:22.0                   |                             |
| Fuente: Resultados olímpicos. Sports Reference. |                             |                             |                             |                             |

 Noemí Simonetto (22 años) obtiene la medalla de plata en salto en largo con una marca de 5,60 metros. Simonetto se había mantenido al frente hasta la última ronda, siendo superada por la húngara Olga Gyarmati, en el último intento, con 5,695 m. Se trató de la primera medalla olímpica obtenida por una mujer sudamericana en atletismo. Noemí Simonetto llegó también a semifinales de 80 metros con vallas y corrió los 100 metros llanos, donde quedó eliminada en la primera ronda al salir tercera en su serie. Simonetto se mantendría compitiendo hasta la década de 1990 e integraría también el Comité Olímpico Argentino.
   El atletismo argentino también obtuvo en Londres 1948 tres diplomas olímpicos, a raíz de los cuartos puestos de Alberto Ubaldo Triulzi en 110 metros con vallas (14.6) y de Enrique Kistenmacher en decatlón (6929 pts), y del quinto puesto en la maratón de Eusebio Guiñez.
Otros buenos resultados en atletismo fueron el 7.º lugar logrado por Ricardo R. Bralo en los 10000 metros (31:07.9), el 8.º lugar de Ingeborg Mello en lanzamiento de disco (38.44 m) y el 9.º lugar, también de Ingeborg Mello en lanzamiento de bala (12.085 m).

## Medalla de plata en tiro
Carlos Enrique Díaz Sáenz Valiente (31 años), ganó la medalla de plata en tiro, en la prueba de 25 metros con pistola rápida (calibre 22), luego de obtener 60 blancos (100%) con 571 puntos. Díaz Sáenz Valiente, campeón del mundo en ese momento, quedó nueve puntos detrás del húngaro Károly Takáks (60-580) y dos puntos delante del sueco Sven Lundquist (60-569).
La prueba se realizó en dos rondas de 30 disparos cada una. Cada ronda, a su vez estaba dividida en seis series de cinco tiros, en las que el blanco permanecía a la vista durante ocho segundos en las primeras dos, para reducirse a seis segundos en la tercera y cuarta series y finalmente permaneciendo sólo cuatro segundos en las dos últimas series. La ubicación de los competidores se definía primero por la cantidad de blancos y, en caso de empate, por los puntos sumados, con un máximo perfecto de 600 puntos. El blanco era la silueta de un hombre de 1,60 m de altura. Díaz Sáenz Valiente utilizó en la prueba una pistola Colt Woodsman, con compensador para reducir el retroceso y el salto del cañón.
Del evento ha quedado en la memoria el diálogo que sostuvieran Díaz Sáenz Valiente y Takáks. Takáks, soldado del ejército húngaro, había perdido su mano derecha debido a la explosión de una granada defectuosa. Aprendió entonces a disparar con la mano izquierda, llegando a ser campeón mundial y dos veces ganador de la medalla de oro olímpica. Díaz Sáenz Valiente, favorito antes de iniciarse la prueba, le preguntó a Takáks que hacía en Londres, contestando el húngaro que había ido a aprender. Cuando ambos estaban en el podio recibiendo sus medallas, el argentino le dijo: "Ya sabés lo suficiente".

## Medalla de plata en vela

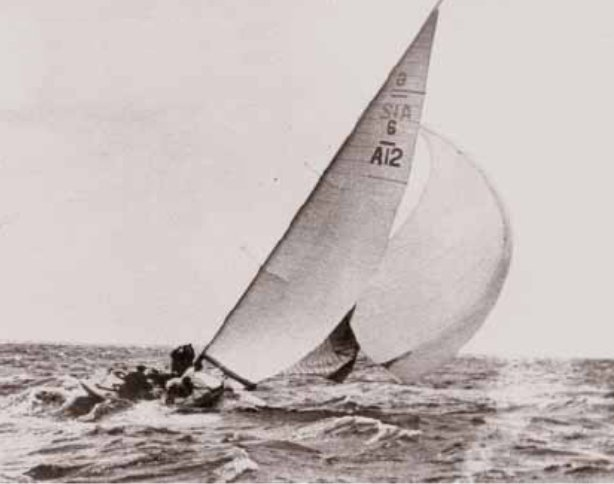
El Djinn, yate ganador de la medalla de plata bajo bandera argentina.

El equipo de vela o yachting integrado por Julio Christian Sieburger (56 años), Enrique Conrado Sieburger (50 años), Emilio Homps, Rufino Rodríguez de la Torre (47 años), Enrique Adolfo Sieburger (24 años) y Rodolfo Rivademar (20 años), ganó la medalla de plata en la clase 6 metros, con el yate Djinn, nombre que hace referencia a un geniecillo tomado de las sagas nórdicas vikingas. Julio Sieburger, hermano de Enrique Conrado y tío de Enrique Adolfo, era el deportista de mayor edad de la delegación olímpica.
El Djinn había sido construido en 1938 en el Astillero Nevins Yard Inc. de City Island, en el Estado de Nueva York, de los Estados Unidos, y fue diseñado por Sparkman & Stephens, por encargo de Henry Sturgis Morgan. El Djinn había tenido un historial competitivo notable, ganando en 1938 la Roosevelt Memorial Cup y la Prince of Wales Cup, y en 1947 ganando la Seawanaka Cup en Escocia, integrando el equipo estadounidense. En 1948, ante la proximidad de los Juegos Olímpicos, Rufino Rodríguez de la Torre convence a la Marina Argentina de comprar el yate, ya relativamente antiguo, abonando por el mismo 10 000 pesos moneda nacional. Simultáneamente la Marina compró también el Star Arcturus, y -a través de la Escuela Naval- el clase Dragón El Pampero, embarcaciones con las que compitió el equipo argentino de vela.
Se utilizó un sistema de competencia a siete regatas, atribuyendo puntos según la posición en cada una (al primero 1142 puntos y al décimo 142 puntos), descartándose la peor. En la primera regata los argentinos salieron terceros (665 pts), detrás de los belgas y los suizos, y seguidos por los estadounidenses. La segunda regata fue ganada por el equipo de Estados Unidos, mientras que un nuevo tercer puesto de los argentinos los colocó en la segunda posición en la general. En la tercera regata, nuevamente los estadounidenses salieron primeros y los argentinos terceros, pero un segundo puesto de los suecos, hizo que éstos se ubicaran también segundos en la general, relegando a los argentinos al tercer lugar. La cuarta regata la ganaron los suecos, seguidos por los argentinos y los estadounidenses, manteniéndose las posiciones en la general. La quinta regata fue ganada por los argentinos, con los suecos terceros y los estadounidenses relegados al 8.º lugar, pasando los sudamericanos a liderar la general, seguidos de cerca por los suecos. Una mala regata en la sexta para argentinos y suecos, permitió a los estadounidenses retomar el liderazgo en la tabla general. La última regata fue ganada por los argentinos, pero como los estadounidenses salieron segundos, se mantuvieron a la cabeza de la general, ganando la medalla de oro con 5472 puntos. Los argentinos ganaron la de plata con 5120 puntos y los suecos la de bronce con 4033 puntos.
Al terminar la competencia Herman Whitton, integrante de la tripulación estadounidense ganadora de la medalla de oro, con un yate diez años más moderno (el Llanoira), se acercó a los argentinos y les dijo:

Los felicito, es increíble como hicieron caminar a este barco.

El Djinn volvió a competir en Helsinki 1952, con una tripulación integrada nuevamente por Enrique Conrado Sieburger y Rufino Rodríguez de la Torre, acompañados por Hércules Morini, Horacio Monti y Werner Von Foerster, donde llegó 5.º, obteniendo diploma olímpico.
El equipo argentino de yachting también obtendría un buen resultado en la Clase Dragón, al salir 7.º con el yate El Pampero, tripulado por Roberto Guillermo Sieburger, Jorge Alberto del Río Salas y Jorge Alberto Salas Chávez, los tres emparentados entre sí y también con los tres Sieburger que integraron la tripulación del Djinn.

## Diplomas olímpicos (puestos premiados) y otros buenos resultados
Los atletas argentinos en Londres 1948 obtuvieron 15 diplomas olímpicos (puestos premiados), la segunda cantidad más alta del olimpismo argentino, junto con la de Helsinki 1952.
  El boxeo obtuvo dos diplomas:
- Francisco Núñez (23 años) salió 4.º en la categoría peso pluma (hasta 58 kilos).
- Eladio Herrera (18 años) finalizó 5.º en la categoría peso wélter (hasta 67 kilos). Herrera obtendría una medalla de bronce en los siguientes Juegos de Helsinki 1952.

   El atletismo obtuvo tres diplomas:
- Alberto Ubaldo Triulzi salió 4.º en 110 metros con vallas (14.6).
- Enrique Kistenmacher salió 4.º también en el decatlón (6929 pts).
- Eusebio Guiñez salió 5.º en la maratón.

  La natación aportó dos diplomas:
- Mario Chávez salió 4.º en la prueba de 100 metros espalda con un tiempo de 1:09.0.
- Horacio R. White, José M. Durañona, Juan C. Garay y Severo Alfredo Yantorno llegaron en 6.º lugar en la posta de 4 x 200 estilo libre, con un tiempo de 9:19.2. El equipo también estuvo integrado por Augusto Cantón, que no nadó en la final, pero sí lo hizo en las series clasificatorias.[21]

  La esgrima aportó dos diplomas:
- El equipo integrado por José María Rodríguez, Fulvio Galimi, Félix Domingo Galimi y Manuel Torrente obtuvo el 5.º lugar en florete por equipos.
- El equipo integrado por Albino Manuel Agüero, Jorge Cermesoni, Edgardo R. Pomini, Fernando Huergo, Daniel Sande y José Luis D’Andrea Mohr obtuvo el 5.º lugar en sable por equipos.

   La lucha grecorromana aportó tres diplomas:
- Francisco Núñez fue 4.º cuarto en la categoría hasta 58 kg.
- Elvidio Flamini salió 5.º en la categoría hasta 57 kg.
- Eladio Oscar Herrera salió 5.º en la categoría 67 kg.

 El equipo de hockey sobre césped masculino obtuvo el 5.º lugar. Argentina clasificó segunda en su grupo, perdiendo solo contra la India (ganadora de la medalla de oro) por 1-9, ganándole a España 3-2 y empatando con Austria 1-1. El equipo estaba integrado por Roberto Márquez (Central Argentine Railway), Roberto Zucchi (Central Argentine Railway), Tommy Scally (Hurling), Tomás Wade (Hurling), Tommie Quinn (Hurling), Carlos Brigo (Quilmes), Luis Scally (C) (Hurling), Oscar Arata (Pacific), Guillermo Dolan (Hurling), Roberto Anderson (Central Argentine Railway), Carlos Bianchi (Quilmes), Oscar Vinué (GEBA), Valerio Sánchez (Central Argentine Railway), Jorge Wilson (GEBA) y Carlos Mercali (Central Argentine Railway).
 Osvaldo Forte alcanzó el 5.º lugar en halterofilia (levantamiento de pesas), en la categoría hasta 82,5 kg, al levantar 367,5 kilos.
 Justo Iturralde, Humberto Terzano y Oscar Goulu lograron la 4.ª posición en la prueba de dressage por equipos, en equitación, sumando 1005,5 puntos.
Otros buenos resultados de los atletas argentinos fueron:
- Manuel Varela salió 7.º en lucha grecorromana en la categoría hasta 52 kg.;[23]
- Ernesto Noya fue 7.º, también en lucha grecorromana, en la categoría hasta 87 kilos;[23]
- Ceferino Perone, Dante Benvenuti, Miguel Sevillano y Mario Mathieu, llegaron en 7.º lugar en ciclismo, en la prueba contra reloj por equipos, con un tiempo de 16:39:46.2.[4]
- Alfredo Yantorno, logró el 8.º lugar en 400 metros libres, en natación, con un tiempo de 4:58.7, luego de ganar su serie eliminatoria con un tiempo de 4:53.8.[20] Yantorno había sido el abanderado de la delegación y también obtuvo diploma olímpico en la posta de 4 x 200 metros estilo libre.

## Circunstancias
- Uno de los integrantes de la delegación argentina fue el pentatleta Antonio Rodríguez, un militar que en 1977, durante la dictadura militar autodenominada Proceso de Reorganización Nacional, asumiría como presidente del Comité Olímpico Argentino (COA), desempeñándose en ese cargo durante 28 años.